# Jane Chirwa
Jane Chirwa (* 10. Juni 1990 in Mannheim) ist eine deutsche Schauspielerin.

## Leben
Jane Chirwa verbrachte ihre frühe Kindheit in ihrer Geburtsstadt Mannheim, ehe die Familie 1995 nach Berlin-Friedrichshagen zog. Ihr Vater ist Sambier, daher besuchte sie bereits im Alter von 13 Jahren sein Geburtsland, um den afrikanischen Teil ihrer Familie kennenzulernen. Schon mit sechs Jahren nahm Jane Chirwa Tanzunterricht in Improvisationstanz und Ballett. 2003 begann ihre Zeit im Jugendtheaterclub, den sie bis zum Abitur nicht verließ. Sie studierte nach der Schule vier Jahre Schauspiel an der Theaterakademie Vorpommern. Im Anschluss an das Schauspielstudium lebte Chirwa einige Zeit in Südafrika sowie in den Vereinigten Staaten, in New York und Los Angeles.
Von 2010 bis 2013 war sie als Schauspielerin an der Vorpommerschen Landesbühne engagiert und im Anschluss bis 2014 an der Landesbühne Niedersachsen Nord. Weitere Rollen führten sie 2014 an das Ballhaus Naunynstraße in Berlin.
Sie spielte in Kinofilmen wie Solness, Vor der Morgenröte oder Schubert in Love mit. Von April 2016 bis September 2019 übernahm sie in der Fernsehserie In aller Freundschaft – Die jungen Ärzte die Rolle der Assistenzärztin Vivienne Kling, im Januar 2020 hatte sie dort noch einmal einen Gastauftritt. 2019 spielte sie auch im Fernsehfilm Ganz in Weiß mit, einem neunzigminütigen Special der Serie. Von Januar 2020 bis April 2022 verkörperte sie in der Fernsehserie Blutige Anfänger die Polizeischülerin Ann-Christin „AC“ Heffner. Auch an internationalen Produktionen war sie als Darstellerin bereits beteiligt, so etwa 2019 in 3 Engel für Charlie oder im Jahr 2022 in der schwedischen Serie Hamilton. 
Neben ihren Auftritten in Fernseh- und Kinofilmen war Jane Chirwa als Model tätig und in Werbespots zu sehen. Im Jahr 2020 war sie Jurymitglied beim 41. Filmfestival Max Ophüls Preis.
Jane Chirwa lebt in Berlin.

## Filmografie (Auswahl)
- 2013: Küstenwache – Hit und Weg (Regie: Raoul Heimrich)
- 2014: Stummes Rauschen (Regie: Alexander Heimrich)
- 2015: Vitches (Regie: Maria Neheimer)
- 2015: Solness (Regie: Michael Klette)
- 2015: Vor der Morgenröte (Regie: Maria Schrader)
- 2015: Wait For Me (Regie: Michel Reilhac)
- 2016: Schubert in Love (Regie: Lars Büchel)
- 2016–2019, 2020: In aller Freundschaft – Die jungen Ärzte
- 2017: Bullyparade – Der Film
- 2019: 3 Engel für Charlie (Charlie’s Angels)
- 2019: The Mallorca Files –  Doppeltes Spiel
- 2019: Ganz in Weiß
- 2020: SOKO München – Tod in Bestzeit
- 2020–2022: Blutige Anfänger
- 2022: Das Privileg – Die Auserwählten
- 2022: Hamilton – Undercover in Stockholm (2 x 03)
- 2022: Homeshopper’s Paradise
- 2022: Clashing Differences
- 2024: Die Polizistin und die Sprache des Todes
- 2025: Schwesterherz

## Theater (Auswahl)
- 2010: Ein Sommernachtstraum (Titania), Vorpommersche Landesbühne, Regie: Wolfgang Bordel
- 2012: Der eingebildete Kranke (Toinette), Vorpommersche Landesbühne, Regie: Rosmarie Vogtenhuber
- 2012: Achtung Deutsch! (Virginie), Vorpommersche Landesbühne, Regie: Birgit Lenz
- 2013: Die Physiker (Monika Stettler), Vorpommersche Landesbühne, Regie: Wolfram Scheller
- 2013: Die Glaubensmaschine (Agatha), Landesbühne Niedersachsen Nord, Regie: Eva Lange
- 2014: Blues Brothers (Aretha Franklin), Landesbühne Niedersachsen Nord, Regie: Holger Seitz
- 2014: Colored Woman in a white world (J), Ballhaus Naunynstraße, Regie: Annabel Gueredrat
- 2015: Othello (Desdemona), Clingenburg Festspiele, Regie: Marcel Krohn
- 2020: The Wanderers, Ernst Deutsch Theater, Regie: Anna Ziegler

## Auszeichnungen
- 2015: Publikumspreis der Clingenburg Festspiele für die Darstellung der Desdemona in Othello
- 2020: Publikumspreis des Reading Fringe Festival UK für Oh Shit